# جيمس لوري موراي
جيمس لوري موراي (بالإنجليزية: James Lore Murray)‏ هو ضابط أمريكي، ولد في 4 يناير 1919 في نيوتن في الولايات المتحدة، وتوفي في 9 مايو 2004.